# Lý Tư Tiệp
Lý Tư Tiệp (tên tiếng Anh là Johnson Lee, tiếng Trung là 李思捷, sinh ngày 11 tháng 4 năm 1974) là nam diễn viên kiêm MC người Hồng Kông, anh từng là diễn viên độc quyền của hãng TVB.
Năm 1998, Lý Tư Tiệp vào ngành nhờ tham gia "Lớp học huấn luyện Vua hài kịch", cùng năm đó anh tham diễn bộ phim Vua hài kịch, đây cũng là vai diễn đầu tiên của anh. Năm 2021, anh dẫn chương trình "Tư Gia Đại Chiến" của đài TVB và xuất sắc giành được giải "Nam MC xuất sắc nhất" tại Lễ trao giải thường niên của TVB. Năm 2022, anh vinh dự nhận giải "Best Entertainment Host" khu vực Hồng Kông và khu vực Châu Á tại Giải thưởng Hàn lâm sáng tạo châu Á.

## Tiểu sử
Lý Tư Tiệp là con út trong một gia đình gồm ba, mẹ và chị. Năm 10 tuổi, anh cùng gia đình di dân sang Mississauga, Canada. Sau khi tốt nghiệp ngành Mỹ thuật tại Đại học Toronto, anh tiếp tục đến Mỹ để theo đuổi ước mơ của mình và hoàn thành 2 khóa học về Đạo diễn và Hoạt hình máy tính.

## Sự nghiệp
Năm 1998 Lý Tư Tiệp trở về Hồng Kông, qua sự giới thiệu của chị anh, anh đã tham gia ''Lớp học huấn luyện Vua hài kịch" của Châu Tinh Trì, anh đã vượt qua hơn 100 học viên để giành được một trong năm vị trí học viên xuất sắc nhất và nhận về vai diễn đầu tiên trong sự nghiệp diễn xuất trong bộ phim cùng tên - Vua hài kịch. Sau bộ phim anh theo đạo diễn Lý Lực Trì học hỏi với vai trò là trợ lý đạo diễn.
Năm 2001, Lý Tư Tiệp gia nhập TVB, thời gian đầu, công việc của anh chủ yếu là dẫn các tiết mục giải trí của nhà đài. Đến năm 2003, anh mới có vai diễn đầu tiên tại TVB là vai "Ô Cẩu Cẩu"  trong bộ phim "Sự Hoàn Hảo" được phát sóng cùng năm. Nhưng mãi đến năm 2008, sau khi bộ phim "Đấu trí" được phát sóng, anh mới thật sự được khán giả để lại nhiều ấn tượng.
Ngoài diễn xuất và dẫn chương trình, Lý Tư Tiệp còn nổi tiếng với biệt tài mô phỏng nhiều người nổi tiếng như Tứ đại thiên vương, Trịnh Thiếu Thu, Đàm Vịnh Lân,... Sau tiết mục mô phỏng nhiều người nổi tiếng khác nhau cùng với Vương Tổ Lam và Nguyễn Triệu Tường trong chương trình mừng Sinh nhật TVB lần thứ 40 năm 2007, tiết mục nhận được đông đảo phản hồi tích cực của khán giả, vì thế anh đã cùng với 2 người anh em trở thành tổ hợp "Phúc Lộc Thọ". Nhận thấy sức hút của bộ ba "Phúc Lộc Thọ", TVB đã sắp xếp 1 chương trình về mô phỏng người nổi tiếng cho cả 3 nhưng lại lo lắng rằng độ nổi tiếng của cả 3 không đủ nên đã mời thêm đàn chị là Uông Minh Thuyên giúp đỡ, từ đó chuỗi chương trình về "Phúc Lộc Thọ" ra đời tiêu biểu là "Thuyên gia Phúc Lộc Thọ" và phim truyền hình "Thần Thám Phúc Lộc Thọ".
Năm 2013, chương trình "Vua Trêu Chọc" do Lý Tư Tiệp dẫn đã được khán giả đón nhận nồng nhiệt, giành được vị trí quán quân của bảng xếp hạng tiết mục được yêu thích trên nền tảng myTV, vượt qua 2 bộ phim khung giờ vàng là "Thâm Cung Nội Chiến II" và "Thần Thám Cao Luân Bố".
Năm 2015, Lý Tư Tiệp cùng Đơn Lập Văn dẫn Chương trình trò chuyện "Sze U Tonight" và đạt được giải MC được yêu thích nhất và tiết mục được yêu thích nhất tại lễ trao giải TVB Astro Malaysia năm 2015. 
Năm 2021, Lý Tư Tiệp dẫn chương trình "Tư Gia Đại Chiến" và xuất sắc giành được giải "Nam MC xuất sắc nhất" tại Lễ trao giải thường niên của TVB. Nối tiếp thành công, năm 2022, anh vinh dự nhận giải "Best Entertainment Host" khu vực Hồng Kông và khu vực Châu Á tại Giải thưởng Hàn lâm sáng tạo châu Á.

## Danh sách phim đã tham gia

### Phim truyền hình (TVB)
| Năm phát sóng | Tên tiếng Trung  | Tên tiếng Việt            | Vai diễn                         | Chú thích           |
| ------------- | ---------------- | ------------------------- | -------------------------------- | ------------------- |
| 2003          | 花样中年         | Tuổi Trung Niên           | Nhân viên cửa hàng tiện lợi      |                     |
| 2003          | 美麗在望         | Sự Hoàn Hảo               | Ô Cẩu Cẩu / Bạch Vân Phong       |                     |
| 2003          | 富豪海湾非凡情缘 | Phi Phàm Tình Duyên       | Peter, David                     |                     |
| 2004          | 隔世追兇         | Vụ Án Kỳ Bí               | Mạch Điền Hằng                   | Tập 1 - 4, 16       |
| 2004          | 爭分奪秒         | Ba Mươi Ngày Điều Tra     | Kim Duyệt Lai                    |                     |
| 2004          | 無名天使3D       | Những Thiên Sứ Vô Danh    | A Thủy                           | Khách mời           |
| 2004          | 一屋兩家三姓人   | Ba Họ Một Nhà             | Chu Quốc Lượng                   |                     |
| 2004          | 追魂交易         | Kẻ Bán Đứng Lương Tâm     | Trần Bảo Vinh                    |                     |
| 2005          | 老婆大人         | Bà Nhà Tôi                | Cát Đức Vân (Vincent)            |                     |
| 2005          | 秀才遇著兵       | Mưu Dũng Kỳ Phùng         | Mạc Đại Mao                      |                     |
| 2005          | 奇幻潮之星座命盘 | Câu Chuyện Huyền Ảo       | Roy                              |                     |
| 2005          | 情迷黑森林       | Tiệm Bánh Gateau          | Ông Hoa                          | Khách mời tập 9     |
| 2005          | 人間蒸發         | Mất Tích Bí Ẩn            | Kỷ Tử Khiêm                      |                     |
| 2006          | 天幕下的戀人     | Khúc Nhạc Tình Yêu        | Đới Nhất Đao                     |                     |
| 2006          | 識法代言人       | Người Phát Ngôn Giỏi Luật | Hùng                             | Khách mời tập 7, 8  |
| 2006          | 高朋滿座         | Đại Gia Đình              | Chương Dật Mãn                   |                     |
| 2006          | 男人之苦         | Nỗi Khổ Đàn Ông           | Giang Tử Thông (Rex)             |                     |
| 2006          | 愛情全保         | Bảo Hiểm Tình Yêu         | Ông Trương                       | Khách mời tập 1     |
| 2006          | 法證先鋒         | Bằng Chứng Thép           | Trình Hồng Uy (Red)              |                     |
| 2007          | 十兄弟           | Mười Anh Em               | Hà Nhật Tinh                     | Khách mời tập 1, 20 |
| 2007          | 溏心風暴         | Sóng Gió Gia Tộc          | Huỳnh Gia Vinh                   | Khách mời tập 1, 2  |
| 2007          | 強劍             | Cường Kiếm                | Thành Công                       |                     |
| 2007          | 秀才愛上兵       | Mưu Dũng Kỳ Phùng II      | Chúc Thanh Đình (Cháo)           |                     |
| 2008          | 原來愛上賊       | Đấu Trí                   | Đàm Bân (BT)                     |                     |
| 2009          | 老婆大人II       | Bà Nhà Tôi II             | Cát Đức Vân (Vincent)            |                     |
| 2009          | 有營煮婦         | Ẩm Thực Cuộc Sống         | Lý Thành Cơ (Bill)               |                     |
| 2010          | 秋香怒點唐伯虎   | Thu Hương Và Đường Bá Hổ  | Khuất Cơ                         |                     |
| 2010          | 談情說案         | Bí Mật Của Tình Yêu       | Nhân viên tiếp thị viễn thông    | Khách mời tập 1     |
| 2010          | 天天天晴         | Cuộc Đời Tươi Đẹp         | Minh Nãi Cường                   |                     |
| 2010          | 施公奇案II       | Kỳ Án Nhà Thanh II        | Ngưu Đại Lực (Tiên Gối)          |                     |
| 2010          | 囧探查過界       | Những Vụ Án Kỳ Lạ         | Vương Tiểu Hổ                    |                     |
| 2010          | 誘情轉駁         | Sự Cám Dỗ Nguy Hiểm       | Thành Vỹ Nghiệp                  |                     |
| 2011          | Only You 只有您  | Hôn Nhân Tiền Định        | Phùng Nhật Siêu                  | Tập 3, 4            |
| 2011          | 荃加福祿壽探案   | Thần Thám Phúc Lộc Thọ    | Thôi Tư                          | Nam chính           |
| 2012          | 換樂無窮         | Hoán Đổi Thân Phận        | Cố Gia Nhân                      | Nam chính           |
| 2013          | 熟男有惑         | Quý Ông Thời Đại          | Dư Đa Xuân (Fish)                | Nam chính           |
| 2014          | 飛虎II           | Phi Hổ II                 | An Thiên Mệnh                    | Tập 1, 2            |
| 2014          | 老表，你好hea！  | Anh Họ Cố Lên II          | Lý Tư Tiệp                       | Khách mời tập 4     |
| 2014          | 八卦神探         | Thám Tử Thần Toán         | Tiết Đan Nhân / Trang Bạch Thạch | Nam chính           |
| 2015          | 以和為貴         | Dĩ Hòa Vi Quý             | Âu Dương Kế                      |                     |
| 2016          | 超能老豆         | Người Bố Thân Yêu         | Cốc Tự Cường                     | Nam chính           |
| 2019          | 她她她的少女時代 | Thời Thiếu Nữ Của Cô Ấy   | Cao Hạo Vũ / Trần Đại Văn        | Nam chính           |

### Phim truyền hình (RTHK)
| Năm phát sóng | Tên tiếng Trung | Vai diễn |
| ------------- | --------------- | -------- |
| 2003          | 执法群英II      | Lâm Siêu |

### Phim điện ảnh
| Năm  | Tên tiếng Trung    | Tên tiếng Việt         | Vai diễn     |
| ---- | ------------------ | ---------------------- | ------------ |
| 1999 | 喜剧之王           | Vua Hài Kịch           | Đạo diễn     |
| 1999 | 公元2000           | Công Nguyên 2000       |              |
| 2003 | 绝种好男人         | Anh Chàng Dễ Thương    | Allan Chu    |
| 2003 | 福伯               | Bác Phúc (tạm dịch)    |              |
| 2005 | 妃子笑             | Phi Tử Tiếu (tạm dịch) | Quốc sư      |
| 2006 | 半醉人间           | Cuộc đời say sưa       | Michael      |
| 2008 | 金国民             |                        | Citizen King |
| 2009 | LAUGHING GOR之变节 | Bước Ngoặt             | A Sào        |
| 2011 | 劲抽福禄寿         | Huynh Đệ Phúc Lộc Thọ  | Lý Tiệp Thọ  |
| 2018 | 一家大晒           | Chuyến Đi Nhớ Đời      | Võ Đức Huy   |

## Giải thưởng
| Năm  | Giải thưởng                            | Hạng mục                                                                                    | Địa điểm  | Chú thích                                                   |
| ---- | -------------------------------------- | ------------------------------------------------------------------------------------------- | --------- | ----------------------------------------------------------- |
| 2010 | Giải thưởng thường niên TVB 2010       | MC xuất sắc nhất "Thuyên gia Phúc Lộc Thọ"                                                  | Hồng Kông | Cùng với Uông Minh Thuyên, Nguyễn Triệu Tường, Vương Tổ Lam |
| 2015 | Giải thưởng thường niên TVB Astro 2015 | MC được yêu thích nhất "Sze U Tonight"                                                      | Malaysia  | Cùng với Đơn Lập Văn                                        |
| 2015 | Giải thưởng thường niên TVB Astro 2015 | Tiết mục được yêu thích nhất "Sze U Tonight"                                                | Malaysia  | Lý Tư Tiệp dẫn chương trình kiêm giám chế                   |
| 2021 | Giải thưởng thường niên TVB 2021       | Nam MC xuất sắc nhất "Tư Gia Đại Chiến"                                                     | Hồng Kông | Lý Tư Tiệp dẫn chương trình kiêm giám chế                   |
| 2022 | Giải thưởng Hàn lâm sáng tạo châu Á    | Best Entertainment Host (Người dẫn chương trình giải trí xuất sắc nhất) - khu vực Hồng Kông | Singapore |                                                             |
| 2022 | Giải thưởng Hàn lâm sáng tạo châu Á    | Best Entertainment Host (Người dẫn chương trình giải trí xuất sắc nhất) - khu vực Châu Á    | Singapore |                                                             |